# Телематическое искусство
Телематическое искусство — это обозначение арт-проектов, средствами которых являются компьютерные телекоммуникационные сети. Телематическое искусство бросает вызов традиционным отношениям между активными наблюдающими субъектами и пассивными объектами искусства, создавая интерактивные поведенческие ситуации для удаленных эстетических контактов.  
Термин «телематика» был введен Симоном Нора и Аленом Минком в книге «Компьютеризация общества». Рой Эскотт считает телематическое искусство трансформацией из наблюдателя в активного участника процесса создания произведения искусства. Эскотт одним из первых разработал теорию телематического искусства и применил его на практике, начиная с 1978 года, когда он впервые вышел в интернет и организовал различные совместные онлайн-проекты.

## Первые эксперименты
Несмотря на то, что Эскотт был первым, кто дал название этому явлению, впервые телекоммуникации в качестве художественного средства использовались в 1922 году, когда венгерский художник-конструктивист Ласло Мохой-Надь экспонировал свои "Телефонные картины". Эти работы поставили под сомнение идею об отдельном художнике и уникальном объекте искусства. В 1932 году Бертольт Брехт подчеркнул идею о телекоммуникациях как художественном средстве в своем сочинении «Радио как средство общения». В этой работе Брехт выступал за двустороннее общение для радио для того, чтобы дать публике возможность представления и вытащить его из-под контроля со стороны корпоративных СМИ. Искусствовед Эдвард Шенкен является автором нескольких докладов о телематическом искусстве, включая «От кибернетики к телематике: искусство, педагогика и теория Роя Эскотта».
В 1977 году в произведении Кита Галлоуэя и Шерри Рабиновича «Satellite Arts Project» использовали спутники для подключения художников на восточном и западном побережье Соединенных Штатов. Впервые художники были связаны телематическим способом. С помощью НАСА художники создали совмещенное изображение участников, обеспечив условия для интерактивного танцевального концерта среди разделенных географически выступающих. 25 тысяч зрителей стали свидетелями дискуссий о влиянии новых технологий на искусство, а также импровизированных, интерактивных танцевальных и музыкальных выступлений, которые смешивались в реальном времени и отображались на разделенном экране. Эти первые спутниковые произведения подчеркнули первенство процесса, которое осталось центральным в теории и практике телематического искусства.
Эскотт впервые использовал телематику в 1978 году, когда он организовал проект компьютерной конференции между Соединенными Штатами и Великобританией, получившей название Terminal Art. Для этого проекта он использовал Infomedia Notepad System Жака Валле, которая позволяла пользователям извлекать и добавлять информацию, хранящуюся в памяти компьютера. Это дало возможность взаимодействовать с группой людей, чтобы придать "эстетическим встречам более широкое участие, культурное разнообразие, и обогатить их смыслом".
Эскотт создал еще несколько подобных проектов, например, проект Десять крыльев, ставший частью работы Роберта Эдриана «The World in 24 Hours» 1982 года. Важнейшим телематическим предметом искусства Эскотта стала работа «La Plissure du Texte» 1983 года. Этот проект позволил Эскотту и другим художникам поучаствовать в совместном создании текстов, превращающихся в цельную историю, с помощью компьютерной сети. Такое совместное участие в написании текста получило специальный термин «распределенное авторство». Но более значимым аспектом этого проекта являлась интерактивность произведения искусства и то, как оно выходит за пространственно-временные границы. В конце 1980-х годов интерес к такого рода проектам с использованием компьютерных сетей расширяется, особенно в связи с выпуском World Wide Web в начале 1990-х годов.

## Особый путь французских художников
Благодаря информационной системе Минитель во Франции общественная телематическая инфраструктура появилась десятью годами раньше, чем появилась Всемирная паутина. Это дало толчок развитию иного стиля телематического искусства, отличного от искусства, создаваемого путем «прямых» технологий, которыми в 1970-1980 годы были ограничены другие регионы мира. Как сообщали Дон Фореста, Карен О'Рурк , Гилберт Прадо, Жан-Клод Англаде, несколько французских художников создавали несколько совместных художественных экспериментов с использованием Минителя, среди которых были Жан-Клод Англаде, Жак-Эли Шабер, Фредерик Делавье, Жан-Марк Филипп, Фред Форест и Оливье Обер.
Эти по большей части забытые эксперименты (кроме известных исключений, как, например, все еще действующий Poietic Generator) в дальнейшем открыли путь для появления веб-приложений, особенно социальных сетей, таких как Фейсбук и Твиттер, несмотря на то, что содержали в себе их критику.

## Телематическое искусство и средства массовой информации
Принципы телематического искусства, начиная с 1980-х годов выражаются через средства массовой информации, такие как радио и телевидение, в том числе (в США) в таких шоу, как American Idol или другие спектакли, которые основаны на формировании телезрительских опросов. Этот тип потребительских приложений используются под такими терминами как "Transmedia" или "Connected TV".